# John Sturges
John Elliott Sturges (* 3. Januar 1910 in Oak Park, Illinois; † 18. August 1992 in San Luis Obispo, Kalifornien) war ein US-amerikanischer Regisseur und Filmproduzent.

## Leben
John Sturges begann seine Filmkarriere im Jahr 1932 als Filmeditor bei RKO Pictures. Im Zweiten Weltkrieg war er als Mitglied des US Army Signal Corps für die Herstellung von Dokumentar- und Lehrfilmen verantwortlich.
Nach dem Krieg wechselte er zu Columbia Pictures und übernahm ab 1946 die Regie bei einigen B-Movies. Erst mit einem erneuten Wechsel des Arbeitgebers – diesmal zu MGM – kam er in größeren Projekten als Regisseur zum Einsatz. In den 1950er Jahren begründete er dort seinen Ruf als einer der besten Western-Regisseure. In dieser Zeit drehte er Klassiker des Genres wie Verrat im Fort Bravo (1953), Das Geheimnis der fünf Gräber (1956), Zwei rechnen ab (1957) und Der letzte Zug von Gun Hill (1957).
Stadt in Angst (1954) lief im Wettbewerb der Internationalen Filmfestspiele von Cannes 1955 und brachte ihm 1956 eine Oscar-Nominierung für die Beste Regie ein.
Seine größten kommerziellen Erfolge feierte er in den 1960er Jahren mit Filmen wie der Kurosawa-Neuverfilmung Die glorreichen Sieben und Gesprengte Ketten. Beide Filme wurden für die Produktionsfirma Mirisch Corporation und deren Filmverleih United Artists geschaffen.
Nach einigen weniger erfolgreichen Filmen zog Sturges sich in den 1970er Jahren aus dem Filmgeschäft zurück.

## Werk
Seine Filme zeichnen sich vor allem durch die Konzentration auf heroische Momente und Gefühle aus. Sturges verzichtete hierbei auf allzu ausgefallene Kameraperspektiven, nutzte aber die Möglichkeiten des CinemaScope Formats.

## Filmografie
- 1946: The Man Who Dared
- 1949: Treibsand (The Walking Hills)
- 1950: Der einsame Champion (Right Cross)
- 1950: Die Tote in den Dünen (Mystery Street)
- 1950: The Magnificent Yankee
- 1951: Kind Lady
- 1951: Der Mordprozeß O’Hara (The People Against O’Hara)
- 1952: Frau in Weiß (The Girl in White)
- 1952: Sekunden der Angst (Jeopardy)
- 1953: Verrat im Fort Bravo (Escape from Fort Bravo)
- 1954: Die goldene Galeere (Underwater!)
- 1955: Der scharlachrote Rock (The Scarlet Coat)
- 1955: Stadt in Angst (Bad Day at Black Rock)
- 1956: Das Geheimnis der fünf Gräber (Backlash)
- 1957: Zwei rechnen ab (Gunfight at the O.K. Corral)
- 1958: Der Schatz des Gehenkten (The Law and Jake Wade)
- 1958: Der alte Mann und das Meer (The Old Man and the Sea)
- 1959: Der letzte Zug von Gun Hill (Last Train from Gun Hill)
- 1959: Wenn das Blut kocht (Never So Few)
- 1960: Die glorreichen Sieben (The Magnificent Seven)
- 1960: Und die Nacht wird schweigen (By Love Possessed)
- 1961: Das Mädchen Tamiko (A Girl Named Tamiko)
- 1962: Die siegreichen Drei (Sergeants 3)
- 1963: Gesprengte Ketten (The Great Escape)
- 1964: Geheimagent Barrett greift ein (The Satan Bug)
- 1965: Vierzig Wagen westwärts (The Hallelujah Trail)
- 1967: Die fünf Geächteten (Hour of the Gun)
- 1968: Eisstation Zebra (Ice Station Zebra)
- 1969: Verschollen im Weltraum (Marooned)
- 1972: Sinola (Joe Kidd)
- 1973: Wilde Pferde (Valdez, il mezzosangue)
- 1974: McQ schlägt zu (McQ)
- 1976: Der Adler ist gelandet (The Eagle Has Landed)